# Patrício José Correia da Câmara
Patrício José Correia da Câmara fue un militar y político brasileño.

## Biografía
Desempeñándose como vicepresidente de la Provincia de Rio Grande do Sul, asumió el gobierno interino en 7 oportunidades: del 11 de marzo al 11 de diciembre de 1846, del 4 de septiembre al 15 de octubre de 1851, del 8 de marzo al 16 de octubre de 1857, del 22 de abril al 4 de mayo de 1859, del 17 de octubre de 1861 al 16 de enero de 1862, del 18 de diciembre de 1862 al 1 de enero de 1863 y del 29 de marzo al 2 de mayo de 1864.
Durante su interinato de 1861/1862, reemplazó a Joaquim Antão Fernandes Leão durante cuyo mandato el naufragio y saqueo del mercante británico Prince of Wales en las costas de Albardão dio impulso a la llamada Cuestión Christie, grave conflicto que llevó a la ruptura de relaciones diplomáticas entre el Imperio de Brasil y Gran Bretaña.